# علي النفاتي
علي النفاتي (بالفرنسية: Ali Neffati)‏ ولد يوم 22 يناير 1895 في مدينة تونس، تونس زمن الحماية الفرنسية وتوفي يوم 19 أبريل 1974 في باريس، فرنسا. كان دراجًا تونسيًا كان محترفًا بين عامي 1913 و1930.
اشتهر بكونه أول دراج أفريقي يشارك في طواف فرنسا، عندما شارك في نسختين (1913، 1914)، لكنه لم ينهِ أيًا منهما. في سباق طواف فرنسا 1914 صدمته سيارة من التنظيم ولم يستطع الاستمرار. بدأت مسيرة علي النفاتي في ركوب الدراجات في عام 1908 في تونس حيث فاز بعدة بطولات. في عام 1913 قبل دعوة لحضور سباق فرنسا للدراجات، كان مبدعًا لارتداء الطربوش بدلاً من القبعة التقليدية.
على الرغم من النكسة التي تسببت فيها الحرب العالمية الأولى في مسيرته. فقد عاد إلى السباق في عام 1918 وأصبح منتظماً في السباقات الكبرى في ذلك الوقت. كان واحدًا من 87 متسابقًا شاركوا في حلبة الشانزليزيه في أوائل عام 1919. والتي عبرت مراحلها المدن التي دمرتها الحرب العالمية الأولى؛ يتم تذكر السباق باعتباره الأصعب في تاريخ ركوب الدراجات.